# Pterolichoidea
Pterolichoidea (лат.) — надсемейство саркоптиформных клещей из гипотряда Astigmata. Эктопаразиты птиц. Это одна из нескольких групп (Analgoidea, Pterolichoidea, включая Freyanoidea и часть Pyroglyphoidea), которые образуют парафилетическую группу перьевых клещей, связанных с птицами.

## Описание
Лапки с проральными волосками, обычно присутствующими, уплощенными и раздвоенными апикально, редко нитевидными или отсутствующими. Кондилофоры обычно L-образные, иногда прямоугольные; амбулакральные диски расширены, обычно с боковыми и ангуиформными склеритами, проводник кондилофора отсутствует, эмподий уплощен как центральный склерит, диски иногда относительно малы у форм, обитающих на перьях. Парапроктальный хэтом с 0—3 парами волосков p и 0—2 парами волосков ad. Парафаги или паразиты птиц.
Надсемейство Pterolichoidea включает клещей, постоянно живущих на теле птиц, либо снаружи на перьях, либо в очинах стержней этих перьев.

## Классификация
В надсемейство включают 18 семейств. Иногда (Gaud and Atyeo 1978, 1996) семейства Freyanidae, Caudiferidae и Vexillariidae исключают из Pterolichoidea, помещая эти группы в отдельное надсемейство Freyanoidea.
- Семейство Ascouracaridae Gaud & Atyeo, 1976 (7 родов, 21 вид)
- Семейство Cheylabididae Gaud, 1983 (3, 5)
- Семейство Crypturoptidae Gaud, Atyeo & Berla, 1973 (9, 18)[9]
- Семейство Eustathiidae Oudemans, 1905 (18, 65)
- Семейство Falculiferidae Oudemans, 1905 (14, 45)
- Семейство Gabuciniidae Gaud & Atyeo, 1975 (16, 72)
- Семейство Kiwilichidae Dabert, 1994 (1, 2)[10]
- Семейство Kramerellidae Gaud & Mouchet, 1961 (7, 52)
- Семейство Ochrolichidae Gaud & Atyeo, 1978 (3, 4)
- Семейство Oconnoriidae Gaud, Atyeo & Klompen, 1989 (1, 1)[11]
- Семейство Pterolichidae Trouessart & Mégnin, 1884 (122, 389)
- Семейство Ptiloxenidae Gaud, 1982 (3, 21)[12]
- Семейство Rectijanuidae Gaud, 1961 (1, 7)
- Семейство Syringobiidae Trouessart, 1897 (17, 75)[13][14]
- Семейство Thoracosathesidae Gaud & Mouchet, 1959 (1, 2)

- Семейство Caudiferidae Gaud & Atyeo, 1978 (3, 4)(или в Freyanoidea)
- Семейство Freyanidae Dubinin, 1953 (17, 75)(или в Freyanoidea)
- Семейство Vexillariidae Gaud & Mouchet, 1959 (12, 36)(или в Freyanoidea)